# Jenia Grebennikov
Jenia Grebennikov (ur. 13 sierpnia 1990 w Rennes) – francuski siatkarz, pochodzenia rosyjskiego. Reprezentant kraju, grający na pozycji libero.
Jest synem byłego rosyjskiego siatkarza, a obecnie trenera Borisa Griebiennikowa.
W reprezentacji Francji zadebiutował w Lidze Światowej w 2011 roku.
W meczu grupowym Ligi Mistrzów 2021/2022 w barwach Zenitu Petersburg przeciwko drużynie z Serbii – OK Vojvodina Nowy Sad występował na pozycji przyjmującego.
W Muzeum Olimpijskim w Lozannie postanowił oddać swoją koszulkę reprezentacyjną, w której występował na boisku podczas Igrzysk Olimpijskich 2024 w Paryżu.

## Sukcesy klubowe
Puchar Francji:
- 2012

Puchar Niemiec:
- 2014, 2015

Mistrzostwo Niemiec:
- 2015
- 2014

Liga Mistrzów:
- 2018
- 2016, 2017

Mistrzostwo Włoch:
- 2017
- 2018
- 2016

Puchar Włoch:
- 2017

Klubowe Mistrzostwa Świata:
- 2018
- 2017

Puchar CEV:
- 2019

## Sukcesy reprezentacyjne
Liga Światowa:
- 2015, 2017
- 2016

Mistrzostwa Europy:
- 2015

Liga Narodów:
- 2022[4], 2024[5]
- 2018
- 2021

Igrzyska Olimpijskie:
- 2020, 2024[6]

## Nagrody indywidualne
- 2011: Najlepszy libero Ligue A w sezonie 2010/2011
- 2011: Rewelacja Ligue A w sezonie 2010/2011
- 2012: MVP i najlepszy libero Ligue A w sezonie 2011/2012
- 2014: Najlepszy libero Mistrzostw Świata[7]
- 2015: Najlepszy libero Mistrzostw Europy
- 2016: Najlepszy libero Europejskich kwalifikacji do Igrzysk Olimpijskich 2016
- 2016: Najlepszy libero turnieju finałowego Ligi Mistrzów
- 2016: Najlepszy libero turnieju finałowego Ligi Światowej
- 2017: Najlepszy libero turnieju finałowego Ligi Mistrzów
- 2017: Najlepszy libero Memoriału Huberta Jerzego Wagnera
- 2017: Najlepszy libero Klubowych Mistrzostw Świata
- 2018: Najlepszy libero turnieju finałowego Ligi Mistrzów
- 2018: Najlepszy libero turnieju finałowego Ligi Narodów
- 2018: Najlepszy libero Memoriału Huberta Jerzego Wagnera
- 2018: Najlepszy libero Klubowych Mistrzostw Świata
- 2020: Najlepszy libero Kontynentalnych kwalifikacji do Letnich Igrzysk Olimpijskich 2020
- 2021: Najlepszy libero Igrzysk Olimpijskich w Tokio
- 2022: Najlepszy libero turnieju finałowego Ligi Narodów
- 2024: Najlepszy libero Igrzysk Olimpijskich w Paryżu[8]

## Odznaczenia
- Kawaler Orderu Legii Honorowej – 2021[9]
- Oficer Orderu Narodowego Zasługi – 2024[10]